# Giovan Giacomo Barbiano di Belgioioso
Giovan Giacomo Barbiano, Belgioioso grófja (olaszul: Giovan Giacomo Barbiano, conte di Belgioioso (1565 – Liège, 1626. október 18.) olasz nemesi családból származó gróf, német-római császári katonatiszt, kassai főkapitány. Egyéb névformái: Giovan Giacomo da Barbiano, kortárs dokumentumokban előfordulnak a németes Johann Jakob (von) Barbiano és a magyaros Barbiano Belgiosi János Jakab névformák is. Nemesi utónevét (ejtsd kb. beldzsojózó) időnként Belgiojoso betűzéssel is írják.

## Élete
1565-ben született, az ősi észak-itáliai Barbiano di Belgioioso (röviden Da Belgioioso) nemesi családban. A család nevét már Dante is megemlíti a Purgatórium című verses művében mint Cuneo grófjait. Giovan Giacomo apja Lodovico Barbiano di Belgioioso, Belgioioso (Belgiojoso) grófja (1550–1590), 
anyja Barbara Trivulzio († 1607), Gian Giacomo Trivulzio velencei condottiere dédunokája volt. Fivére, Alberico da Barbiano Milánó érsekének, Carlo Borromeónak a nővérét, Ippolita Borromeót vette feleségül.  
Giovan Giacomo előbb a francia ligánál szolgált, majd a pápai, később a spanyol királyi hadseregben tábornok volt, majd az ausztriai Habsburg uralkodó szolgálatába állt.
1593-ban Felső-Magyarország kormányzója és Kassa parancsnoka lett. Az ellenreformáció során 1604. január 6-án Belgioioso katonákat és tüzérséget küldött a kassai katolikusok támogatására, akik így elfoglalták a Szent Erzsébet-dómot az evangélikusoktól. Három nappal később Belgioioso katonái a kisszebeni templomot is elfoglalták. 
1604-ben levelet írt Bocskai Istvánnak, amelyben 20 000 aranyforintos kölcsönt kért, de Bocskai azt megtagadta tőle, ezzel halálos ellenségévé tette a grófot, aki ezután Bocskai leveleit elfogatta, a császárnál bevádolta felségárulással, és szentjobbi várát császári sereggel támadta meg.[forrás?] Bocskai, miután hiába próbálta tisztázni magát a vádak alól, fegyvert fogott Belgioioso ellen.
Október 14-én a gróf kifizette a hajdúk elmaradt zsoldját, feltárva előttük Bocskai árulását, s feleskette őket a császár hűségére, de azok még ugyanazon a napon hazaszeretetből és a vallásszabadságukat féltve Bocskainak is hűséget esküdtek. A Belgiojoso főseregéhez igyekvő Johannes Pezzen vezette hadon az 1604. október 15-én Álmosd és Bihardiószeg között hajnalban vívott álmosdi (vagy diószegi) csatában a hajdúk rajtaütöttek, és ezután a gróf visszavonult.
Megmaradt csapataival, köztük a sziléziai lovasokkal, a székely gyalogsággal és a rác hajdúkkal, mintegy 8000 emberrel Váradra ment, miután Kassára akart menekülni, de ott nem fogadták be, így Szepes várába futott. Később Spanyolországban egy tartomány kormányzója lett. 1626-ban ott halt meg.

## Alakja szépirodalomban
- Szabó Magda: Kiálts, város! c. drámájában (1971) Belgiojoso gróf visszavonuló serege megsarcolja Debrecen városát, és túszként elhurcolja a főszereplő leány vőlegényét. (Maga a gróf nem jelenik meg személyesen, csak küldöncei útján üzen.)